# Заим Музаферија
Заим Музаферија (Високо, 9. март 1923 – Високо, 5. новембар 2003) био је босанскохерцеговачки и југословенски глумац и просветни радник у родном граду.
На филмском платну је дебитовао 1961. године у филму „Узаврели град“ и од тад се остварио у још стотињак филмова и телевизијских серија. Снимао је многе филмове у којима је играо главне улоге, а посебно се истакао у тзв. партизанским филмовима.

## Биографија
Заим Музаферија је рођен 9. март 1923. у Високом, тада делу Краљевине Југославије. Током Другог свјетског рата бива хапшен, а након пуштања из притвора сарађује и са антифашистичким покретом. Након рата, у родном Високом, дуго година ради као професор немачког и француског језика.
Повремено, бавио се и глумом, али само аматерски, а његов први професионални деби био је у филму „Узаврели град (филм)“ из 1961. Вељка Булајића. Већ са тим филмом Музаферија осваја специјалну награду на фестивалу у Пули и афирмише се као епизодиста у многим наредним филмовима и тв серијама.
Остварио је више од стотину улога на филму, телевизији и у позоришту. Играо је углавном рустичне ликове племените нарави. На Фестивалу глумачких остварења у Нишу награђен је за улоге у филмовима „Празник“ (1967) Ђорђа Кадијевића и „Мали војници“ (1968) Бате Ченгића. Посебно значајну улогу остварио је у тв-драми „Јагош и Угљеша“ Бате Чангића, а најдраже су му улоге биле у филмовима „Жена са крајоликом“ Ивице Матића и „Ово мало душе“ Адемира Кеновића. За улогу подворника у филму „Станица обичних возова“ Ненада Диздаревића добио је Златну арену на Пулском фестивалу (1990).
Остале важније улоге остварио је у филмовима „Каја, убит ћу те!“ Ватрослава Мимице, „Диверзанти“ Хајрудина Крвавца, „Рам за слику моје драге“ Мирзе Идризовића, „Гравитација“ Б. Иванде, „Лисице“ Крсте Папића, „Слике из живота ударника“ Бате Ченгића, „Доктор Младен“ Мидхата Мутапчића, „Хајка“ Живојина Павловића, „Газија“ Ненада Диздаревића, „Смрт господина Голуже“ Живка Николића, „13. јули“ Радомира Шарановића и Емира Кустурице „Мирис дуња“ Мирзе Идризовића, „Писмо-глава“, „Глуви барут“ Бате Ченгића, „Невјесте долазе“, „Бифе Титаник“, „Отац на службеном путу“ Емира Кустурице. „Проклета је Америка“ (1992) омнибус у режији Алеша Курта, Слободана Скерлића и Марка Маринковића. Главне улоге остварио је у филмовима „Каја“ и „Јагош и Угљеша“, те у филму Лордана Зафрановића „Гости и радници“.
Посебно занимљиве глумачке креације остварио је у позоришним представама на професионалним сценама широм бивше Југославије. Осим глумом Музаферија се бавио и писањем поезије.
Након рата 1995. Заим Музаферија се поново враћа аматеризму и наступа у филму „Бајрам“, а убрзо затим и у позоришној представи „1001 бошњачки дан“ свог сина Јесенка Музаферије, са чиме уједно и обиљежава 60 година уметничког рада.
Умро је 5. новембра 2003. у кругу своје породице у Високом.

## Филмографија
|                   | 1960 ▼ | 1970 ▼ | 1980 ▼ | 1990 ▼ | 2000 ▼ | Укупно |
| ----------------- | ------ | ------ | ------ | ------ | ------ | ------ |
| Дугометражни филм | 16     | 15     | 14     | 9      | 0      | 54     |
| ТВ филм           | 0      | 11     | 7      | 3      | 1      | 22     |
| ТВ серија         | 0      | 2      | 4      | 3      | 0      | 9      |
| ТВ мини серија    | 0      | 1      | 1      | 0      | 0      | 2      |
| Кратки филм       | 0      | 1      | 1      | 1      | 0      | 3      |
| Укупно            | 16     | 30     | 27     | 16     | 1      | 90     |

| Год.       | Назив                                                        | Улога                              |
| ---------- | ------------------------------------------------------------ | ---------------------------------- |
| 1960.-те ▲ |                                                              |                                    |
| 1961       | Узаврели град (филм)                                         | Јефто Каранфил                     |
| 1962       | Мачак под шљемом                                             | Кувар                              |
| 1964       | Николетина Бурсаћ                                            |                                    |
| 1966       | Глинени голуб                                                | Голијат                            |
| 1966       | Сретни умиру двапут                                          | Стражар                            |
| 1967       | Каја, убит ћу те!                                            | Кајо Сицилијани                    |
| 1967       | Празник (филм)                                               | Старешина села Никола              |
| 1967       | Диверзанти (филм)                                            | Нусрет                             |
| 1967       | Мали војници                                                 |                                    |
| 1967       | Деца војводе Смита                                           |                                    |
| 1968       | Рам за слику моје драге                                      | Златан                             |
| 1968       | Гравитација или фантастична младост чиновника Бориса Хорвата | Отац                               |
| 1968       | Уђи, ако хоћеш                                               |                                    |
| 1968       | Поход (филм)                                                 |                                    |
| 1968       | Опатица и комесар                                            | Станко, рањеник                    |
| 1969       | Карађоз (ТВ серија)                                          | Тодор                              |
| 1969       | Битка на Неретви                                             | Високи сељак у партизанској колони |
| 1970.-те ▲ |                                                              |                                    |
| 1970       | Ann and Eve                                                  | фармер                             |
| 1971       | Дан дужи од године                                           | Митар Змијањац                     |
| 1971       | Овчар                                                        | Чобан                              |
| 1971       | Клопка за генерала                                           | Јован                              |
| 1972       | Слике из живота ударника                                     |                                    |
| 1973       | Со                                                           | Одборник                           |
| 1973       | Пјегава дјевојка                                             | Милан                              |
| 1974       | Траг (ТВ)                                                    |                                    |
| 1974       | Поленов прах                                                 |                                    |
| 1975       | Доктор Младен                                                | Петар                              |
| 1975       | Одборници                                                    | (ТВ серија)                        |
| 1975       | Сељачка буна 1573. (филм)                                    | Ковачев шегрт                      |
| 1976       | Жена са крајоликом                                           |                                    |
| 1976       | Јагош и Угљеша                                               | Јагош                              |
| 1976       | Гости и радници                                              | Исус                               |
| 1977       | Хајка                                                        | Пашко                              |
| 1977       | Хајдучка времена                                             | жандар Расула                      |
| 1978       | Папирна                                                      | Васо                               |
| 1978       | Трен                                                         | Арсенов отац                       |
| 1978       | Људски фактор                                                | Сафо                               |
| 1978       | Невјесте долазе                                              | Никола                             |
| 1978       | Поглед у ноћ                                                 |                                    |
| 1979.      | Анно домини 1573 ТВ серија                                   | Ковачев шегрт                      |
| 1979       | Тале (ТВ серија)                                             | Сиромах                            |
| 1979       | Иван Горан Ковачић                                           |                                    |
| 1979       | Тодора                                                       | Радул... Тодорин отац              |
| 1979       | Човјек у неисправном стању (кратки филм)                     |                                    |
| 1979       | Бифе Титаник (филм)                                          | Наил                               |
| 1980.-те ▲ |                                                              |                                    |
| 1980       | Трен (ТВ серија)                                             |                                    |
| 1980       | Изгубљени завичај                                            | Исома                              |
| 1980       | Хусинска буна (филм)                                         |                                    |
| 1981       | Пад Италије (филм)                                           |                                    |
| 1981       | Живот пише романе али нема ко да их чита                     |                                    |
| 1981       | Заједно                                                      |                                    |
| 1981       | Газија                                                       | Папаз, Фратар                      |
| 1982       | Смрт господина Голуже                                        | Фотограф                           |
| 1982       | Операција Теодор                                             |                                    |
| 1982       | Мирис дуња                                                   | Пекар                              |
| 1982       | Коже                                                         | Трговац кожама                     |
| 1982       | 13. јули                                                     | Чамџија                            |
| 1983       | Одумирање међеда                                             | Ибро                               |
| 1983       | Пијанист                                                     |                                    |
| 1983       | Игмански марш                                                |                                    |
| 1983       | Писмо - Глава                                                |                                    |
| 1984       | Скретничар                                                   |                                    |
| 1985       | Отац на службеном путу                                       | Предсједник                        |
| 1985       | Брисани простор (ТВ серија)                                  | Старац                             |
| 1986       | Мисија мајора Атертона                                       |                                    |
| 1986.      | Вријеме прошло — вријеме садашње (ТВ серија)                 | Ибро                               |
| 1986       | Ово мало душе                                                | Јусуф                              |
| 1987       | Стратегија швраке                                            |                                    |
| 1988       | Кућа поред пруге                                             | Вуксан                             |
| 1988       | Византија                                                    |                                    |
| 1989       | Жена с крајоликом                                            |                                    |
| 1989       | Кудуз                                                        |                                    |
| 1990.-те ▲ |                                                              |                                    |
| 1990       | Глуви барут                                                  | Уцитељ Стојан Кекић                |
| 1990       | Стратегија швраке (ТВ серија)                                |                                    |
| 1990       | Станица обичних возова                                       | Омер                               |
| 1990       | Мајстори мрака                                               | Отац                               |
| 1990       | Gavre Princip - Himmel unter Steinen                         |                                    |
| 1990       | Адам ледоломац                                               | Високи                             |
| 1991       | Сарајевске приче                                             | Хаџија                             |
| 1991       | Ђука Беговић                                                 | Иларија Беговић                    |
| 1991       | Тетовирање (филм)                                            | Јордан                             |
| 1991       | Са 204-272                                                   | Мићун                              |
| 1991       | Ово мало душе                                                | Јусуф                              |
| 1991       | Брачна путовања                                              |                                    |
| 1992       | Проклета је Америка                                          |                                    |
| 1992       | Алекса Шантић (ТВ серија)                                    |                                    |
| 1997       | Савршени круг                                                | Асаф                               |
| 1998       | Крај доба непријатности (филм)                               |                                    |
| 1999       | Ратници (филм)                                               | Имам                               |
| 2000.-те ▲ |                                                              |                                    |
| 2001       | Листа (филм)                                                 | Старац                             |

## Дани Заима Музаферије
У част овог уметника, у његовом родном Високом се од 2003. године редовно одржава манифестација „Дани Заима Музаферије“. Током манифестације одржавају се промоције каталога, разне изложбе, позоришне представе, као и округли столови, те премијере најновијих филмских остварења из Босне и Херцеговине и региона.